# Josefskatedralen (Beijing)
 For alternative betydninger, se Josefskatedralen. (Se også artikler, som begynder med Josefskatedralen)
Josefskatedralen (kinesisk: 大聖若瑟) eller Wangfujing katolske kirke (kinesisk: 王府井天主堂) eller i daglig tale Dongtang (kinesisk: 东堂, østlige kirke) er en historisk romersk-katolsk kirke i det centrale Beijing, i nærheden af handelsgaden, Wangfujing.
I 1653 blev en lille kirke opført samme sted på bar mark af jesuiten Lodovico Buglio. Adskillige jordskælv og krige ødelagde gradvis denne lille kirke gennem tiden. Den blev genopført som katedral i 1904 i nyromantisk stil med kraftige pilastre samt en høj og to lave hvælvinger udført i storslået arkitektur. Efter en gennemgribende renovation i 1980 blev kirken genåbnet.